# .mx
.mx – domena internetowa przypisana od roku 1989 do Meksyku i administrowana przez NIC México.

## Domeny drugiego poziomu
- com.mx: podmioty komercyjne
- net.mx: operatorów sieci
- org.mx: organizacje non-profit
- ngo.mx: Organizacje non-profit lub organizacje społeczeństwa obywatelskiego
- edu.mx: instytucje edukacyjne
- gob.mx: podmioty federalne, państwowe lub komunalne rządowe